# Spor o dodávky potravin mezi Rakouskem a Uherskem
Spor o dodávky potravin mezi Rakouskem (Předlitavskem) a Uherskem (Zalitavskem) vypukl během první světové války, během období nedostatku potravin a aprovizace. 

## Pozadí sporu
Po vzniku jednotného trhu v celé Habsburské monarchii bylo umožněno uherským sedlákům dodávat potraviny do Předlitavska a především do velké a od Uher nepříliš vzdálené Vídně. Po několik desítek let vzkvétající obchod vedl k tomu, že Předlitavsko ztratilo potravinovou soběstačnost ve prospěch Zalitavska, kde se dařilo sedlákům a velkým vlastníkům půdy, kteří bohatli z rozsáhlého trhu celé monarchie. V roce 1913 bylo ze Zalitavska vyvezeno do Předlitavska obilí a obilné výrobky v hodnotě 507 534 000 K.
Po vypuknutí první světové války nicméně došlo poměrně rychle v celém Rakousko-Uhersku k zhoršení zásobování potravin a zavedení přídělového systému. V průběhu války se situace stále zhoršovala a v některých částech monarchie začala rychle vést k veřejné nespokojenosti a protestům.  Rakouská vláda nemohla vzhledem k charakteru monarchie nařídit Uhersku potraviny vydat; podle zákona o celní unii z roku 1850 měli uherští zemědělci možnost dodávat do Předlitavska, nikoliv však povinnost. 

## Průběh sporu
Nedostatky v zásobování v průběhu první světové války postavily proti sobě téměř všechny části monarchie. Neefektivní zásobování vedlo k obviňování z toho, kdo hromadí potraviny na úkor koho. Proti sobě stáli bohatí a chudí, jednotlivé národnosti, jednotlivé části Habsburské monarchie a samozřejmě i dva největší celky – Předlitavsko a Zalitavsko. 
V roce 1917 začalo kvůli hladu přibývat stávek a protestů. Ačkoliv se centrální úřady pokoušely situaci řešit zaváděním regulativních nástrojů a omezení (např. centralizovanou distribucí obilnin pomocí Válečného obilního ústavu, aprovizací, zabavováním zásob potravin apod.), výsledky se v tomto směru dostavovaly jen omezené. Nedostatek potravin trápil jak Předlitavsko tak Zalitavsko. Protože i v Uhersku rostla nespokojenost s klesajícím množstvím potravin (např. v roce 1916 nebylo v létě k dispozici mléko), rozhodly se místní úřady zastavit vývoz potravin do Předlitavska, což vyvolalo ve Vídni velkou míru nespokojenosti. Omezení vývozu potravin zavedlo Uhersko nicméně již v roce 1914, nátlak na Uhersko byl činěn nicméně v letech 1917 a 1918, kdy byla situace v Předlitavsku velmi špatná a docházelo k hladovým bouřím. Na podzim 1916 nebyly např. ve Vídni vůbec k dispozici brambory. Tisk v zemích Předlitavska začal vykreslovat Uhersko jako zemi dostatku, která svými nemorálními kroky nutí všechna větší města v Rakousku hladovět. Přitom však opomíjel objektivní důvody, jako špatné úrody, nedostatek hnojiv, chybějící pracovní síly kvůli mobilizaci apod.
Uherské úřady se do jisté míry snažily Předlitavsku vyjít vstříc; například v roce 1916 svolily k tomu, aby veškeré dodávky obilí pro celou rakousko-uherskou armádu po sklizni v uvedeném roce uskutečnilo Uhersko, což mělo západní části monarchie značně ulevit. V Budapešti se nicméně obávali, že by otevření stavidel hladovější části monarchie zhoršilo sociální smír a především zmobilizovalo početné národnostní menšiny Uher (Slováky, Rusíny, Rumuny, Srby a Chorvaty) proti centrální vládě. 
Konflikt se nepodařilo během války nikterak uklidnit ani vyřešit. Docházelo během něj k řadě vzájemných slovních přestřelek mezi oběma částmi monarchie. V říjnu 1918 došlo k totálnímu kolapsu distribuce potravin v celé monarchii a následně k zániku Rakousko-Uherska. 